# Thanet Vindmøllepark
Thanet Vindmøllepark (Thanet Wind Farm eller Thanet Offshore Wind Farm) er en havvindmøllepark beliggende 11 kilometer fra kysten til Thanet-distriktet i Kent i England.  Den har en nominal effekt på 300 MW og har kostet £780-900 millioner (godt 7 mia. DKK). Thanet er et blandt 15 vindprojekter, der blev offentliggjort af Crown Estate i januar 2004.  Vindmølleparken blev officielt indviet 23. september 2010, hvor den overtog pladsen som verdens største havvindmøllepark fra Horns Rev 2 (209 MW). Der er siden bygget andre større havvindmølleparker, og Thanet vindmøllepark var allere i 2017 den 14. største af disse. 

## Beskrivelse af vindmølleparken
Vindmølleparken dækker et areal på 21,6 kvadratkilometer med 500 meter mellem møllerne og 800 meter mellem rækkerne. Den gennemsnitlige vanddybde er 20-25 meter.
Plantilladelse blev givet 18. december 2006.  Thanet Vindmøllepark har en total kapacitet på 300 MW, hvilket på et års gennemsnit er tilstrækkeligt til at forsyne 240.000 husstande.
Vindmøllerne er installeret af den Danske havvindmølle-serviceudbyder A2SEA.  Vindmøllerne er leveret af Vestas og består af i alt 100 x V90-3MW vindmøller. Vindmølleparken ejes af Vattenfall.
Projektet har været kritiseret for ikke at skabe tilstrækkeligt med britiske arbejdspladser. 20% af investeringssummen tilfaldt britiske virksomheder.

## Efterfølgere
Thanet Vindmøllepark var verdens største havvindmøllepark indtil den tyske Bard 1 havvindmøllepark på 400 MW blev idriftsattes i 2011. Senere bliver den så overgået af mange andre havvindmølleparker. 
Danmarks største havvindmøllepark er efter åbningen af Horns Rev 3 Horns Rev Havmøllepark.